# 이황 (고려)
이황(李璜)은 고려의 문신이며, 고성 이씨(固城 李氏)의 시조이다. 족보에 따르면 한나라 문제(文帝, 기원전 202년 ~ 기원전 157년)때 사람인 반(槃)의 24세손이라고 한다.
생원시에 합격하고 밀직부사를 역임한 기록이 있고, 1033년 거란 침입시 공을 세우고 고려 문종때 호부상서에 올라 철령군에 봉해졌다. 철령은 후에 철성(鐵城)과 고성(固城, 경상남도)으로 지명이 변경되었다. 
그의 후손들이 고려 말과 조선 초기에 문관 무관으로 중앙 관직에 많이 진출하면서 고성 이씨 가문이 성세를 이루었고, 후손들이 그를 시조로 하고 본관을 철성으로 삼았고, 조선시대에 지명이 고성으로 변경됨에 따라 관도 지명과 함께 고성(경상남도)으로 변경되었다.
조선의 성리학자 퇴계 이황(李滉)과는 동명이인이다.